# 15 Стрелы
15 Стрелы (лат. 15 Sagittae) — звезда, которая находится в созвездии Стрела на расстоянии около 57 световых лет от нас, её видимая звёздная величина составляет +5,8.

## Характеристики
Звезда 15 Стрелы относится к классу жёлто-оранжевых карликов главной последовательности. Её масса и светимость составляют 1,1 и 1,3 солнечных соответственно. Радиус звезды немного больше солнечного, температура поверхности составляет около 5950 градусов по Кельвину. Высокая хромосферная активность звезды указывает на её относительно зрелый возраст — от 1 до 3 миллиардов лет (для сравнения: возраст Солнца оценивается в 4,6 миллиардов лет). Согласно астрономической базе данных SIMBAD, 15 Стрелы является переменной звездой, поэтому ей присвоено обозначение NSV 12757.

## 15 Стрелы b
В 2002 году группа астрономов анонсировала открытие коричневого карлика в системе 15 Стрелы. Основываясь на теоретических моделях холодных объектов с малой массой, можно предположить, что 15 Стрелы b имеет от 55 до 78 масс Юпитера, что превышает общую массу всех планет не только Солнечной системы, но и многих других (существует не так много звёзд с суммарной массой планет более 80 масс Юпитера, например Эпсилон Индейца и Глизе 569). Объект обращается вокруг родительской звезды на расстоянии около 14 а. е. (таково расстояние от Солнца до места между орбитами Сатурна и Урана).

## Ближайшее окружение звезды
Следующие звёздные системы находятся на расстоянии в пределах 20 световых лет от системы 15 Стрелы:
| Звезда     | Спектральный класс | Расстояние, св. лет |
| L 1286-87  | M V6               | 3,6                 |
| BD+15 4026 | G7-8 V             | 5,7                 |
| BD+22 3887 | G5 V               | 7,8                 |
| BD+22 3908 | K1 V               | 9,0                 |
| BD+15 4074 | K1 V/M V           | 9,3                 |
| L 1284-53  | M V                | 9,5                 |
| HR 7260    | G5 V/?             | 9,5                 |
| ο Орла     | F8 V/M3 V          | 9,6                 |
| BD+21 3822 | G5 V               | 12                  |
| 31 Орла    | G8 IV/?/?          | 13                  |
| HR 7670    | G6-8 V-IV/M4.5-6 V | 13                  |
| HR 7914    | G5 V/M V           | 15                  |
| β Орла     | G8 IV/M3 V/?       | 16                  |
| δ Орла²    | F0-3 IV/?          | 18                  |
| HR 7368    | G8-K0 V            | 19                  |
| δ Орла³    | F5-7 V/?/F7-G0 V   | 19                  |

## Радиопослание внеземным цивилизациям
30 июня — 1 июля 1999 года к звезде при помощи радиотелескопа РТ-70 в Евпатории было отправлено радиопослание жителей Земли внеземным цивилизациям «Cosmic Call», которое прибудет в феврале 2057 года.